# مولاي بوشتى
مولاي بوشتى، محليا مولاي بوشتى الخمار، هي قرية مغربية شمال المملكة. تنتمي مولاي بوشتى لإقليم تاونات الجبلي. تضم هذه القرية 16.602 نسمة (إحصاء 2004).